# Gjerlev Herred
Gjerlev Herred var et herred i det tidligere Randers Amt. Herredet hed i Kong Valdemars Jordebog Herlefhæreth og lå i middelalderen i Ommersyssel, og efter 1660 hørte det til Dronningborg Amt.
Gjerlev Herred er det nordøstligste i amtet og er den yderste del af halvøen mellem Mariager- og Randers Fjord, og grænser mod vest til Onsild Herred, fra hvilket det skilles ved Kastbjerg Å mod sydvest til Nørhald Herred, i øvrigt mod sydøst, øst og nord til Randers Fjord, Kattegat og Mariager Fjord.
Der har været omkring 400 jordfaste forhistoriske monumenter (deraf 8 lang-og runddysser), men over 2/3 er sløjfet eller ødelagt; Langs fjorden er fundet flere køkkenmøddinger.
Indtil 2007 var herredet dele af Nørhald Kommune og Mariager Kommune, og i dag er området i Randers Kommune og Mariagerfjord Kommune.

## Sogne i Gjerlev Herred
- Dalbyneder Sogn
- Dalbyover Sogn
- Enslev Sogn
- Gjerlev Sogn
- Kastbjerg Sogn
- Kærby Sogn
- Råby Sogn
- Sødring Sogn
- Udbyneder Sogn
- Vindblæs Sogn
- Øster Tørslev Sogn

## Eksterne kilder og henvisninger
- Gjerlev Herred i J.P. Trap: Kongeriget Danmark, udarbejdet af H. Weitemeyer (3. udgave, 4. bind 1901)

56°39′2.03″N 10°18′1.32″Ø / 56.6505639°N 10.3003667°Ø